# Селянка (приток Остра)
Селянка — речка в Климовичском районе Могилёвской области, левый приток Остра. Длина 13 километров.
Начинается возле деревни Селец Климовичского района Могилёвской области. Далее течёт на север мимо деревень Папоротка и Юзефово, после чего впадает в Остёр.
Впадает несколько безымянных ручьёв.